# Criminalidade no Paquistão
No Paquistão, a criminalidade está presente em várias formas. O crime organizado inclui o tráfico de drogas, a lavagem de dinheiro, extorsão, homicídio para alugar, fraude etc Outras operações criminosas envolvem o tráfico de seres humanos, crimes de "honra",  a corrupção, violência política, o terrorismo, sequestro etc.
O Paquistão está entre um dos maiores produtores de ópio na Ásia. A papoula (matéria-prima para a produção de ópio) foi estimada em 800 hectares em 2005, gerando um potencial produção de 4 toneladas de heroína, segundo a CIA. Os estudos da CIA mostram ainda que o Paquistão é um dos principais pontos de trânsito para drogas afegãs, incluindo a heroína, ópio, morfina e haxixe.
Desde o início da década de 1980, o tráfico de drogas tem florescido no país. A produção de ópio no Paquistão aumentou em parte devido ao "Efeito Taliban" (pontos de vista cada vez mais conservadores em relação tanto às liberdades indiviiduais, especialmente das mulheres) no vizinho Afeganistão. Uma das consequências foi a influência sobre as mulheres afegãs para emigrarem com suas famílias para o Paquistão. Uma vez ali, elas eram capazes de assumir importantes funções econômicas ilícitas, como o cultivo da papoula.